# Clarmont
Clarmont est une commune suisse du canton de Vaud, située dans le district de Morges.

## Population

### Gentilé
Les habitants de la commune se nomment les Clarmontais. On rencontre aussi les Clarmounis (les Clarmounières au féminin).